# Le Pionnier (McCubbin)
Pour les articles homonymes, voir Le Pionnier.
Le Pionnier est un triptyque peint par Frederick McCubbin en 1904. Il mesure 225 cm de haut sur 295,7 cm de large. Il est conservé à la National Gallery of Victoria à Melbourne.